# Esporles
Esporles là một đô thị trên đảo Mallorca, thuộc quần đảo Baleares, Tây Ban Nha.
39°39′58″B 2°34′48″Đ / 39,66611°B 2,58°Đ